# Pell Lake (Wisconsin)
Pell Lake es un lugar designado por el censo ubicado en el condado de Walworth en el estado estadounidense de Wisconsin. En el Censo de 2010 tenía una población de 3.722 habitantes y una densidad poblacional de 349,14 personas por km².

## Geografía
Pell Lake se encuentra ubicado en las coordenadas 42°32′20″N 88°21′41″O / 42.53889, -88.36139. Según la Oficina del Censo de los Estados Unidos, Pell Lake tiene una superficie total de 10.66 km², de la cual 10.22 km² corresponden a tierra firme y (4.15%) 0.44 km² es agua.

## Demografía
Según el censo de 2010, había 3.722 personas residiendo en Pell Lake. La densidad de población era de 349,14 hab./km². De los 3.722 habitantes, Pell Lake estaba compuesto por el 94.17% blancos, el 0.35% eran afroamericanos, el 0.46% eran amerindios, el 0.43% eran asiáticos, el 0% eran isleños del Pacífico, el 2.93% eran de otras razas y el 1.67% pertenecían a dos o más razas. Del total de la población el 9.08% eran hispanos o latinos de cualquier raza.